# Ohmmetr

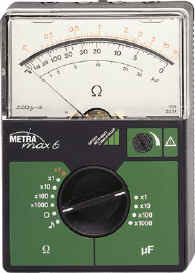
Ohmmetr

Ohmmetr je elektrický přístroj sloužící k měření velikosti elektrického odporu. Podle velikosti odporu, který měří se mohou dál dělit na mikroohmetry (měří malé hodnoty odporu) a megaohmmetry (měří velké hodnoty odporu).

## Princip
V původním konceptu byl ohmmetr vybavený malou baterií, která zajistila napájení měřeného rezistoru. K samotnému měření se používal galvanometr, který měřil proud protékající rezistorem po připojení baterie. Stupnice galvanometru byla cejchována v ohmech, protože stálé napětí z baterie zajistilo zvýšení protékajícího proudu, když se snížila hodnota měřeného odporu.
Přesnější typ ohmmetru má elektrický obvod, který pouští skrz odpor stálý proud, a druhý obvod, který na něm měří hodnotu vzniklého napětí. Výsledná hodnota odporu je potom dána vztahem odvozeným z Ohmova zákona:
{\displaystyle R={\frac {U}{I}}} [V,A]
Pro měření, kde je požadována vysoká přesnost, jsou výše popsaná měřidla nepoužitelná. Je to dáno tím, že měřidlo ukáže součet odporů měřících vodičů, přechodových odporů a odporu samotného měřeného rezistoru. Pro snížení tohoto efektu má přesný ohmmetr čtyři vývody, nazývané Kelvinovy kontakty. Dva vývody slouží k připojení proudového zdroje k rezistoru a zbylé dva k měření vzniklého napětí na rezistoru. S tímto typem měřidla je jakákoliv ztráta proudu v měřících vodičích ignorována. Tato měřící technika je nazývána Kelvinovo připojení, po Williamu Thomsonovi, Lordu Kelvinovi, který vynalezl Kelvinův můstek v roce 1861 k měření velmi nízkých hodnot odporu.